# 人权捍卫者郁金香奖
人权捍卫者郁金香奖（Human rights defenders tulip），由荷兰政府在2008年设立，获奖者可以是任何国家的人，但是他们的共同特点是，在捍卫和推动人权方面表现出超人的勇气。获奖者的奖品是一座铜制雕像，1万欧元的奖金，及10万欧元的维权工作基金。

## 得奖者
- 2008年 Justine Masika Bihamba
- 2009年 Shadi Sadr
- 2010年 Bertha Oliva
- 2011年 倪玉兰

2011年获奖的倪玉兰和她的丈夫董继勤因被中国当局关押，无法前去领奖，他们的女儿董璇原准备前往荷兰替母亲接受这个奖项，但是在北京机场被中国当局阻拦。2012年1月31日，郁金香人权奖评委会在颁奖仪式上会摆放一把空椅子，代表无法到场的倪玉兰。